# Alina Böhm
Alina Böhm (ur. 14 czerwca 1998) – niemiecka judoczka. 
Piąta na mistrzostwach świata w 2022 i siódma w 2023; uczestniczka zawodów w 2019, 2024 i 2025, a także zdobyła dwa medale w drużynie. Startowała w Pucharze Świata w 2019 i 2023. Złota medalistka mistrzostw Europy w 2022 i 2023; brązowa w 2024. Mistrzyni kraju w 2020 i druga w 2019 roku.